# Catamecia aeton
Catamecia aeton är en fjärilsart som beskrevs av Culot. Catamecia aeton ingår i släktet Catamecia och familjen nattflyn. Inga underarter finns listade i Catalogue of Life.